# But, What Ends When the Symbols Shatter?
| Recensione    | Giudizio     |
| ------------- | ------------ |
| AllMusic      |              |
| Sputnik Music | 4.5 / Superb |

But, What Ends When The Symbols Shatter? è un album in studio del progetto musicale britannico Death in June, pubblicato nel 1992.

## Descrizione
L'album vede la partecipazione di David Tibet dei Current 93, che canta le canzoni Daedalus Rising e This Is Not Paradise, e di Michael Cashmore, che suona chitarra e tastiera ne The Giddy Edge of Light. I brani He's Disabled, The Mourner's Bench, Because of Him, e Little Black Angel sono reinterpretazioni delle tracce contenute nell'album He's Able, registrato dal Coro del Tempio del Popolo di Jim Jones.
La prima edizione dell'album è stata pubblicata nel 1992, per il mercato britannico, dalla NER (New European Reconrdings), di proprietà dello stesso Douglas Pearce, in formato LP, CD e musicassetta. La prima edizione in LP, è stata stampata su vinile color porpora marmorizzato. Lo stesso anno ne è stata prodotta anche un'edizione in tiratura limitata su CD dorato, contenuto in un digipack bianco, con accluso libretto. Sempre nel 1992 ne venne stampata anche un'edizione promo in musicassetta, con il medesimo numero di catalogo dell'edizione in tiratura limitata su CD. Nel 1997 l'album è stato ristampato in formato LP, su vinile colorato azzurro porpora. Nel 2001 il disco è stato ristampato in tre edizioni in CD, due, distribuiti in Europa e Germania, dalla NER, e un'edizione bootleg dall'etichetta discografica russa Ars Nova. Altra edizione bootleg è uscita in Polonia nel 2016, sotto etichetta Rose Clouds in formato musicassetta. Nel 2017 ne è uscita una ristampa ufficiale in musicassetta per il mercato francese, su etichette NER e Steelkraft Manufactory.  Questa edizione contiene come tracce extra due outakes, due versioni di Cathedral Of Tears suonate all'organo dal Graham Hawkes. L'album è inoltre stato reso disponibile in streaming e download digitale su piattaforme online come Amazon.
L'immagine che appare in copertina è una fotografia ripresa da Darren Bentley di una statua presente al Foro Italico, originalmente Foro Mussolini, complesso sportivo che si trova alla base di Monte Mario a Roma, ideato e realizzato da Enrico Del Debbio fra il 1927 e il 1933 e completato dopo la guerra fra il 1956 e il 1968.

## Tracce
LP, CD, MC 1992-2016
1. Death Is the Martyr of Beauty – 3:50 (Douglas Pearce)
2. He's Disabled – 4:08 (Douglas Pearce)
3. The Mourner's Bench – 2:31 (Douglas Pearce)
4. Because of Him – 3:46 (Douglas Pearce)
5. Daedalus Rising (feat. David Tibet) – 4:52 (testo: David Tibet – musica: Douglas Pearce)
6. Little Black Angel – 4:18 (Douglas Pearce)
7. The Golden Wedding of Sorrow – 3:36 (Douglas Pearce)
8. The Giddy Edge of Light – 5:07 (testo: Douglas Pearce – musica: Michael Cashmore)
9. Ku Ku Ku – 1:52 (Douglas Pearce)
10. This Is Not Paradise – 5:27 (testo: Andrew King, David Tibet – musica: Douglas Pearce)
11. Hollows of Devotion – 3:29 (Douglas Pearce)
12. But, What Ends When the Symbols Shatter? – 3:15 (Douglas Pearce)

Durata totale: 46:11
MC Francia 2017
1. Death Is the Martyr of Beauty (Douglas Pearce)
2. He's Disabled (Douglas Pearce)
3. The Mourner's Bench (Douglas Pearce)
4. Because of Him (Douglas Pearce)
5. Daedalus Rising (feat. David Tibet) (testo: David Tibet – musica: Douglas Pearce)
6. Little Black Angel (Douglas Pearce)
7. The Golden Wedding of Sorrow – 3:36 (Douglas Pearce)
8. The Giddy Edge of Light – 5:07 (testo: Douglas Pearce – musica: Michael Cashmore)
9. Ku Ku Ku – 1:52 (Douglas Pearce)
10. This Is Not Paradise – 5:27 (testo: Andrew King, David Tibet – musica: Douglas Pearce)
11. Hollows of Devotion – 3:29 (Douglas Pearce)
12. But, What Ends When the Symbols Shatter? – 3:15 (Douglas Pearce)
13. Cathedral Of Tears (Studio I)
14. Cathedral Of Tears (Studio II)

## Crediti

### Musicisti
- Douglas Pearce - voce, chitarra
- David Tibet - voce su Daedalus Rising e This Is Not Paradise; cori su The Golden Wedding Of Sorrow, Ku Ku Ku e But, What Ends When The Symbols Shatter?
- Michael Cashmore - chitarra, tastiera su The Giddy Edge of Light
- James Mannox - tastiere, percussioni, voce su Daedalus Rising, Little Black Angel e Ku Ku Ku
- Simon Norris - tastiere, percussioni, voce, su Daedalus Rising, Little Black Angel e Ku Ku Ku
- Campbell Finley - tromba su The Mourner's Bench, Little Black Angel e Hollows of Devotion
- Graham Hawkes - organo su Cathedral Of Tears

### Personale tecnico
- Douglas Pearce - produzione discografica
- Ken Thomas - produzione discografica, fonico, mixer
- Darren Bentley - fotografia

## Edizioni
- 1992 - But, What Ends When the Symbols Shatter? (NER, BAD VC 36, LP, UK, limited edition)
- 1992 - But, What Ends When the Symbols Shatter? (NER, BAD VC 36, LP, UK, limited edition, vinile color porpora marmorizzato)
- 1992 - But, What Ends When the Symbols Shatter? (NER, BAD VC CD 36, CD, UK)
- 1992 - But, What Ends When the Symbols Shatter? (NER, BAD VC CD 36, CD, UK, limited edition, digipack, CD dorato)
- 1992 - But, What Ends When the Symbols Shatter? (NER, BAD VC CD 36, MC, UK, promo)
- 1997 - But, What Ends When the Symbols Shatter? (NER, BAD VC 36, LP, UK, limited edition, vinile color azzurro marmorizzato)
- 2001 - But, What Ends When the Symbols Shatter? (Ars Nova, 8-746, CD, Russia, limited edition, bootleg)
- 2001 - But, What Ends When the Symbols Shatter? (NER, BAD VC CD 36, CD, Europa, ristampa)
- 2001 - But, What Ends When the Symbols Shatter? (NER, BAD VC CD 36, CD, Germania, ristampa)
- 2016 - But, What Ends When the Symbols Shatter? (Rose Clouds, RC002, MC, Polonia, bootleg)
- 2017 - But, What Ends When the Symbols Shatter? (NER, BAD VC 36T, MC, Francia, ristampa, limited edition)